# ماري سيركين
ماري سيركين (23 مارس 1899 - 2 فبراير 1989) كاتبة ومترجمة ومعلمة وناشطة صهيونية أمريكية.

## السيرة الشخصيّة
ولدت في برن، سويسرا، وهي ابنة المنظر الصهيوني الاشتراكي نحمان سيركين وزوجته باسيا سيركين وهي صهيونية اشتراكية نسوية. بعد أن أقامت في ألمانيا وفرنسا، ومدينة فيلنا، في الإمبراطورية الروسية، هاجرت العائلة إلى الولايات المتحدة في عام 1908، واستقرت في مدينة نيويورك، حيث التحقت ماري بالمدرسة العامة.
توفيت والدة سيركين بمرض السل عن عمر يناهز 36 عامًا عام 1914. وعندما كانت سيركين في الثامنة عشرة من عمرها هربت مع الناشط الصهيوني موريس صموئيل البالغ من العمر 22 عامًا. لكن تدخل نحمان سيركين وألغى الزواج.
في عام 1918 بدأت الدراسة في جامعة كورنيل، وحصلت على درجة البكالوريوس ثم حصلت على درجة الماجستير في الأدب الإنجليزي. خلال فترة وجودها في جامعة كورنيل التقت بعالم الكيمياء الحيوية آرون بودانسكي. تزوج الزوجان عام 1919 وأنجبا ولدين. توفي طفلهما الأول، بينيا، الذي ولد عام 1921، بسبب السعال الديكي في أواخر عام 1923، عندما كانت ماري حامل بطفلهما الثاني، ديفيد، الذي ولد في مارس 1924. في ذلك الوقت تقريبًا انفصلت سيركين عن زوجها ثم انفصلا. في عام 1925، انتقلت إلى مدينة نيويورك مع ابنها الرضيع ديفيد، وأصبحت معلمة لغة إنجليزية في مدرسة المنسوجات الثانوية في مانهاتن، وهي الوظيفة التي شغلتها لأكثر من عقدين من الزمن.
في عام 1930، تزوجت سيركين من الشاعر تشارلز ريزنيكوف، الذي التقت به لأول مرة في عام 1927. وكانا يعيشان أحيانًا في مدن مختلفة، وظلا متزوجين حتى وفاته في عام 1976. في صيف عام 1987، زارت سيركين معهد ناروبا في بولدر، للمشاركة في مؤتمر لمدة أسبوع حول الحركة الموضوعية في الشعر الأمريكي والتي كان زوجها عضوًا مهمًا فيها، وكانت سيركين في أواخر الثمانينيات من عمرها مشاركًا حيويًا، وغالبًا ما كانت تختلف مع ألن غينسبرغ الذي كان يتحدث عن موضوع شعر زوجها.
زارت فلسطين لأول مرة عام 1933. وفي هذه الفترة بدأت أيضًا في نشر ترجمات إنجليزية للشعر الذي باللغة اليديشية. في عام 1934، كانت أحد مؤسسي وانضمت إلى هيئة تحرير مجلة العمل الصهيونية اليهودية الحدودية ومقرها نيويورك.  منذ ذلك الوقت فصاعدًا، نشرت بانتظام مقالات عن الحياة الثقافية والسياسية اليهودية، والقضايا الحالية، في مجلة الحدود اليهودية وغيرها من المطبوعات، بما في ذلك نيويورك تايمز وجيروساليم بوست. من عام 1937 إلى عام 1942، قدمت تقارير عن الاضطهاد النازية لليهود الأوروبيين، ودعت إلى فتح الهجرة اليهودية إلى فلسطين تحت الانتداب البريطاني، ولتحرير قانون الهجرة لسنة 1924 الذي يحكم سياسة الهجرة الأمريكية.
كان كتاب سيركين الأول، Your School, Your Children، الذي نُشر عام 1944، عبارة عن دراسة مؤثرة لنظام المدارس الأمريكية، حيث جادلت فيه بأن المدارس يجب أن تعمل بنشاط على تعزيز القيم الديمقراطية.
بعد الحرب، في عام 1947، أجرت مقابلات مع الناجين اليهود من الهولوكوست في معسكرات الاعتقال النازية في ألمانيا، نيابة عن برنامج هيليل التابع لبناي بريث، لتجنيد المرشحين للحصول على منح دراسية للجامعات الأمريكية. سافرت إلى فلسطين في ذلك الوقت أيضًا، وأجرت مقابلات مع الناجين من المحرقة هناك؛ أصبحت هذه المقابلات أساس كتابها Blessed Is the Match (1947)، الذي روى قصة انتفاضة غيتو وارسو وغيرها من أعمال المقاومة اليهودية ضد النازيين.
أصبحت رئيسة تحرير مجلة الحدود اليهودية في عام 1948، واستمرت في قيادة المجلة لمدة 25 عامًا.
في عام 1950 تم تعيين سيركين أستاذًا مشاركًا للأدب الإنجليزي في جامعة برانديز، بعد عامين من تأسيسها. واصلت التدريس هناك حتى عام 1966، عندما تقاعدت مع دكتوراه فخرية. من بين الدورات التي قامت بتدريسها في برانديز كانت دورات حول أدب الهولوكوست (ربما تكون أقدم دورة جامعية من هذا القبيل)، والرواية اليهودية الأمريكية.

## الاعمال
الكتب
- Your School, Your Children: A Teacher Looks at What's Wrong with Our Schools. New York: L. B. Fischer, 1944
- Blessed Is the Match: The Story of Jewish Resistance. New York: Knopf, 1948. Reprinted, Philadelphia: Jewish Publication Society, 1976. (ردمك 9780827600867)
- Way of Valor: A Biography of Golda Myerson. New York: Sharon Books, 1955
- Nachman Syrkin, Socialist Zionist: A Biographical Memoir / Selected Essays. New York: Herzl Press, 1961
- Golda Meir: Woman with a Cause. New York: Putnam, 1963. Revised edition published as: Golda Meir: Israel's Leader, 1969
- Gleanings: A Diary in Verse. Santa Barbara, CA: Rhythms Press, 1979
- The State of the Jews [collection of previously published essays]. Washington, DC: New Republic Books, 1980. (ردمك 9780915220601)

الجوائز
- 1981: جائزة سولومون بوبليك، الجامعة العبرية في القدس[1]
- 20xx: Israel Honoring 70، مجلس وزراء إسرائيل[6]